# Erwin Hermandung
Erwin Hermandung (* 25. August 1944) ist ein ehemaliger deutscher Fußballspieler, der in der Fußball-Bundesliga bei den Vereinen Alemannia Aachen und Hertha BSC von 1967 bis 1977 insgesamt 290 Spiele mit 53 Toren absolviert hat. Zusätzlich hat der defensive Mittelfeldspieler und Verteidiger auch noch in der 2. Bundesliga 178 Ligaspiele mit 27 Toren bestritten. Dazu kommen auch noch 90 Pflichtspiele in der damals zweitklassigen Regionalliga West mit 29 Toren und 14 Spiele in der Bundesligaaufstiegsrunde (1 Tor).

## Laufbahn

### Regionalliga West und Fußball-Bundesliga mit Alemannia Aachen, 1964 bis 1971
Mit 19 Jahren kam Erwin Hermandung 1964 vom SV Baal aus dem unterklassigen Amateurbereich der Staffel K10 Erkelenz (4. Platz), an den Aachener Tivoli zum Regionalligisten Alemannia Aachen. Mit Hermandung kamen auch noch die Spieler Franz-Josef Nacken und Rainer Schönwälder an den Tivoli. Trainer Oswald Pfau setzte den Ex-Amateurspieler sofort am Starttag der Runde 1964/65, den 9. August 1964, bei Eintracht Gelsenkirchen ein. Seine ersten Tore in der Regionalliga für Alemannia schoss der 1,83 m großgewachsene Allrounder am vierten Spieltag beim 4:1-Heimerfolg gegen den STV Horst. Der Neuzugang kam mit Aachen 1965 hinter Meister und Bundesligaaufsteiger Borussia Mönchengladbach auf den zweiten Platz und zog damit mit seinen Mannschaftskameraden in die Aufstiegsrunde ein. Dort scheiterte die Mannschaft um die Leistungsträger Christian Breuer und Josef Martinelli am FC Bayern München. Neben der Regionalligarunde erlebte Hermandung in seiner Debütrunde im Vertragsfußball den überraschenden Einzug in das Finale des DFB-Pokals des Jahres 1965. Am 22. Mai entschied in Hannover der Bundesligist Borussia Dortmund das Pokalendspiel mit 2:0. In seiner zweiten Saison in Aachen, 1965/66, verpasste Hermandung mit Alemannia als Tabellendritter den erneuten Einzug in die Aufstiegsrunde. Mit Trainer Michael Pfeiffer gewann er in seinem dritten Jahr mit Aachen die Regionalligameisterschaft 1966/67 und setzte sich auch in der Aufstiegsrunde vor Kickers Offenbach durch. Hermandung bestritt dabei alle acht Aufstiegsspiele. In der zweiten Saison in der Bundesliga 1968/69 gehörte der Mann aus Baal mit 33 Einsätzen und elf Toren dem Vizemeisterteam von Alemannia Aachen an. Krass war danach das Ergebnis der folgenden Runde 1969/70: der Vizemeister von 1969 stieg als Tabellenletzter aus der Bundesliga ab. Hermandung hatte in der Bundesliga von 1967 bis 1970 für Aachen 98 Spiele mit 19 Toren bestritten. Er blieb nach dem Abstieg am Tivoli und versuchte die sofortige Rückkehr zu bewerkstelligen. Seine persönliche Leistung war ausgezeichnet; dem defensivstarken Mann für Mittelfeld und Abwehr gelangen 15 Saisontreffer und damit führte er gemeinsam mit Angreifer Hans-Jürgen Ferdinand die Torschützenliste der „Kartoffelkäfer“ an. Eine überragende 2. Halbzeit glückte Hermandung am 14. März 1971 bei einem 4:0-Heimerfolg gegen Viktoria Köln: Er zeichnete sich in der 2. Halbzeit für alle vier Treffer der Heimmannschaft aus. Mit enttäuschenden 34:34 Punkten spielten Hermandung und Kollegen 1970/71 nicht bei der Vergabe um die Spitzenplätze mit. In der Regionalliga West bestritt Hermandung von 1964 bis 1971 90 Spiele mit 29 Toren.

### Hertha BSC, 1971 bis 1977
Trainer Helmut Kronsbein holte Erwin Hermandung im Sommer 1971 nach Berlin zur Hertha und setzte den Ex-Aachener in allen 34 Spielen der Runde 1971/72 ein. Die Generalprobe vor dem Bundesligastart bildete das Freundschaftsspiel am 4. August 1971 gegen Manchester City, wobei Hermandung mit Uwe Witt die Innenverteidigung der Hertha bildete. Zusätzlich waren in der Vorbereitung auch die Spiele in der Inter-Toto-Runde gegen den FC Zürich, Jednota Trencin und Akademisk B Kopenhagen auszutragen, wo der Neuzugang aus Aachen in vier Einsätzen einen Treffer bei der Erringung des 1. Gruppenplatzes beisteuerte.
Volkmar Groß, Erich Beer, Lorenz Horr und Arno Steffenhagen gehörten neben dem Neuzugang zu den Leistungsträgern der auf dem sechsten Rang einkommenden Hertha. In den Spielen um den UEFA-Cup sammelte er internationale Erfahrung in den Spielen gegen Elfsborg Boras und insbesondere im Oktober/November 1971 gegen den AC Mailand (2:4/2:1). Die zweite Vizemeisterschaft in der Bundesliga glückte Hermandung 1974/75 mit Trainer Georg Keßler und den Abwehrrecken Uwe Kliemann, Ludwig Müller, Michael Sziedat und Hans Weiner. Im UEFA-Cup sammelte Hermandung 1975/76 Erfahrung in den Spielen gegen HJK Helsinki und Ajax Amsterdam. In seiner sechsten und letzten Runde bei Hertha BSC, 1976/77, kam Hermandung nochmals auf 33 Einsätze wo ihm auch noch fünf Treffer glückten. Höhepunkt wurden aber die zwei Finalspiele um den DFB-Pokal des Jahres 1977 am 28. Mai bzw. 30. Mai in Hannover gegen den 1. FC Köln. Köln gewann das Wiederholungsspiel mit 1:0 und Hermandung beendete 1977 nach 192 Einsätzen mit 34 Toren für Hertha BSC seine Karriere in der Fußball-Bundesliga.

### 2. Fußball-Bundesliga, 1977 bis 1982
Mit 33 Jahren nahm Hermandung die Herausforderung der 2. Liga bei Eintracht Trier in der Saison 1977/78 an. Den besten Tabellenplatz mit der Mannschaft aus dem Moselstadion erreichte der Routinier in seinem vierten Jahr in Trier mit Trainer Werner Kern als die Eintracht auf dem achten Rang einkam. Von 1977 bis 1981 kamen für den Abwehrrecken in Trier 151 Einsätze in der 2. Liga mit 27 Toren zusammen. Mit 37 Jahren unternahm er in der Saison 1981/82 den Versuch, die SpVgg Bayreuth vor dem Absturz in die Amateurliga zu retten. Trotz seines Einsatzes in 27 weiteren Spielen glückte dieses Unternehmen an der Seite der zwei weiteren „Oldies“ Wolfgang Breuer und Manfred Größler nicht. Im Sommer 1982 beendete Erwin Hermandung seine Laufbahn als Lizenzfußballer.
Nach seiner Zeit als Profi kehrte er wieder in seine Heimat zurück und lebte in Hückelhoven-Baal; er trainierte verschiedene Amateurvereine und war auch bei Alemannia Aachen als Co-Trainer im Einsatz.

## Stationen
- bis 1964 SV Baal
- 1964–1971 Alemannia Aachen
- 1971–1977 Hertha BSC
- 1977–1981 Eintracht Trier
- 1981–1982 SpVgg Bayreuth

## Weblink
- Spielerarchiv von Alemannia Aachen

| Personendaten    | Personendaten            |
| ---------------- | ------------------------ |
| NAME             | Hermandung, Erwin        |
| KURZBESCHREIBUNG | deutscher Fußballspieler |
| GEBURTSDATUM     | 25. August 1944          |